# 維吉尼亞 (明尼蘇達州)
維吉尼亞（英語：Virginia）是一個位於美國明尼蘇達州聖路易斯縣的城市。

## 人口
根據2020年美國人口普查的數據，維吉尼亞的面積為49.46平方千米，當中陸地面積為48.61平方千米，而水域面積為0.85平方千米。當地共有人口8421人，而人口密度為每平方千米170人。